# Glyphodes diplocyma
Glyphodes diplocyma là một loài bướm đêm trong họ Crambidae.